# Günther Serres
Günther Serres (* 18. Juni 1910 in Krefeld; † 26. Dezember 1981 in Roth an der Our) war ein deutscher Politiker der CDU.
Er gehörte dem Deutschen Bundestag seit dessen erster Wahl 1949 bis 1969 an. Er vertrat als stets direkt gewählter Abgeordneter den Wahlkreis Krefeld im Parlament. Er war Vorsitzender des Außenhandelsausschusses (1957–1965) und des Beirates für handelspolitische Vereinbarungen (1953–1965) des Bundestages.
Serres gehörte zeitweise auch dem der Parlamentarischen Versammlung des Europarates an, wo er 1968/69 den Ausschuss für Wirtschaft und Entwicklung leitete. Im Jahr 1961 wurde ihm das Großkreuz des portugiesischen Ordens für Verdienste um Landwirtschaft und Gewerbe verliehen.